# MTV Video Music Award du meilleur montage
Ce prix récompense le meilleur montage de clip de l'année.
Voici la liste des gagnants dans cette catégorie aux MTV Video Music Awards depuis 1984.
| Année | Artiste                                 | Clip                               | Monteur                            |
| ----- | --------------------------------------- | ---------------------------------- | ---------------------------------- |
| 1984  | Herbie Hancock                          | "Rockit"                           | Roo Aiken et Godley & Creme        |
| 1985  | The Art Of Noise                        | "Close (To The Edit)"              | Zbigniew Rybczyński                |
| 1986  | a-ha                                    | "The Sun Always Shines On T.V."    | David Yardley                      |
| 1987  | Peter Gabriel                           | "Sledgehammer"                     | Stephen R. Johnson and Colin Green |
| 1988  | INXS                                    | "Need You Tonight/Mediate"         | Richard Lowenstein                 |
| 1989  | Paula Abdul                             | "Straight Up"                      | Jim Heygood                        |
| 1990  | Madonna                                 | "Vogue"                            | Jim Haygood                        |
| 1991  | R.E.M.                                  | "Losing My Religion"               | Robert Duffy                       |
| 1992  | Van Halen                               | "Right Now"                        | Mitchell Sinoway                   |
| 1993  | Peter Gabriel                           | "Steam"                            | Douglas Janes                      |
| 1994  | R.E.M.                                  | "Everybody Hurts"                  | Pat Sheffield                      |
| 1995  | Weezer                                  | "Buddy Holly"                      | Eric Zumbrunnen                    |
| 1996  | Alanis Morissette                       | "Ironic"                           | Scott Grey                         |
| 1997  | Beck                                    | "Devils Haircut"                   | Hank Corwin                        |
| 1998  | Madonna                                 | "Ray of Light"                     | Jonas Åkerlund                     |
| 1999  | KoЯn                                    | "Freak On A Leash"                 | Haines Hall and Michael Sachs      |
| 2000  | Aimee Mann                              | "Save Me"                          | Dylan Tichneor                     |
| 2001  | Fatboy Slim                             | "Weapon Of Choice"                 | Eric Zumbrennen                    |
| 2002  | The White Stripes                       | "Feel In Love With A Girl"         | Mikros & Duran                     |
| 2003  | The White Stripes                       | "Seven Nation Army"                | Olivier Gajan                      |
| 2004  | Jay-Z                                   | "99 Problems"                      | Robert Duffy                       |
| 2005  | Green Day                               | "Boulevard of Broken Dreams"       | Tim Royes                          |
| 2006  | Gnarls Barkley                          | "Crazy"                            | Ken Mowe                           |
| 2007  | Gnarls Barkley                          | "Smiley Faces"                     | Ken Mowe                           |
| 2009  | Beyoncé                                 | "Single Ladies (Put a Ring on It)" | Jarrett Fijal                      |
| 2010  | Lady Gaga                               | "Bad Romance"                      | Jarrett Fijal                      |
| 2011  | Adele                                   | "Rolling in the Deep"              | -                                  |
| 2012  | Beyoncé                                 | "Countdown"                        | Alexander Hammer et Jeremiah Shuff |
| 2013  | Justin Timberlake                       | "Mirrors"                          | -                                  |
| 2014  | Eminem                                  | "Rap God"                          | Ken Mowe                           |
| 2015  | Beyoncé                                 | "7/11"                             | Beyoncé, Ed Burke & Jonathan Wing  |
| 2016  | Beyoncé                                 | "Formation"                        | Jeff Selis                         |
| 2017  | Young Thug                              | "Wyclef Jean"                      | Ryan Staake and Eric Degliomini    |
| 2018  | N.E.R.D & Rihanna                       | "Lemon"                            | Taylor Ward                        |
| 2019  | Billie Eilish                           | "Bad Guy"                          | Billie Eilish                      |
| 2020  | Miley Cyrus                             | "Mother's Daughter"                | Alexandre Moors & Nuno Xico        |
| 2021  | Silk Sonic, Bruno Mars & Anderson .Paak | "Leave the Door Open"              | Troy Charbonnet                    |